# Río Blackwater (Kerry)
El río Blackwater es un río en el condado de Kerry, al suroeste de Irlanda.  No debe confundirse con el Munster Blackwater, mucho más largo. La mayor parte de su cuenca está protegida como reserva natural y Zona de Especial Conservación de interés comunitario. Esta amplia Zona de Especial Conservación se encuentra en las laderas suroccidentales del Macgillycuddy Reeks y queda por encima de la ensenada del río Kenmare. La geología de la zona es antigua arenisca roja. Otros dos ríos principales, el Kealduff y el Derreendarragh. Los ríos surgen a altitudes de hasta 600 m y descienden de manera torrencial hasta el mar en un recorrido de 10 km.
Tiene un alto valor de conservación por ciertas especies animales. Así, son importantes la ostra perlífera, nutrias, salmones y murciélagos pequeños de herradura. Esta es una de las regiones donde se encuentra la rara babosa de Kerry (Geomalacus maculosus).